# Дешки (Киевская область)
Дешки (укр. Дешки) — село, входит в Богуславский район Киевской области Украины.
Население по переписи 2001 года составляло 191 человек. Почтовый индекс — 09722. Телефонный код — 4561. Занимает площадь 1,1 км². Код КОАТУУ — 3220687302.

## Местный совет
09722, Киевская обл., Богуславский р-н, с. Тептиевка